# Spry Bay (zatoka)
Spry Bay – zatoka (ang. bay) w kanadyjskiej prowincji Nowa Szkocja, w hrabstwie Halifax, na południowy zachód od zatoki Sheet Harbour; nazwa urzędowo zatwierdzona 12 grudnia 1939.